# Lolita
Lolita je  žensko osebno ime.

## Izvor imena
Ime Lolita je različica ženskega osebnega imena Dolores.

## Različice imena
Lota, Lotica

## Pogostost imena
Po podatkih Statističnega urada Republike Slovenije je bilo na dan 31. decembra 2007 v Sloveniji število ženskih oseb z imenom Lolita: 23.

## Osebni praznik
V koledarju je ime Lolita zapisano skupaj z imenom Dolores.

## Zanimivost
Lolita je naslovna junakinja romana Lolita pisatelja V. Nabokova.